# Ana Rentería
Ana Cristina Rentería (ur. 1991) – kolumbijska zapaśniczka. Srebrna medalistka mistrzostw Ameryki Południowej w 2012 roku.
Jej siostra Jackeline Rentería jest również zapaśniczką.